# Zwiastowanie z Jodłownika
Zwiastowanie – obraz autorstwa anonimowego malarza krakowskiego zwanego Mistrzem Zwiastowania z Jodłownika.
Obraz epitafijny został wykonany dla kaplicy Trzech Krzyży w kościele dominikanów w Krakowie. W nieznanym okresie został przeniesiony do kościoła parafialnego w Jodłowniku. Od 1906 roku znajduje się w Muzeum Diecezjalnym w Tarnowie.

## Datowanie
W lewym dolnym rogu przedstawiono postać klęczącego florenckiego kupca, Ainolfa Pierozzi-Tedaldiego, zmarłego w 1495 roku i pochowanego w kaplicy Trzech Króli. Fakt ten pozwala na datowanie obrazu na rok ok. 1500 lub początek XVI wieku. Według Jerzego Gadomskiego obraz mógł powstać jeszcze za życia Tedaldiego lub być hołdem wykonawców jego testamentu, którzy zamieścili na obrazie heraldyczne znaki oraz dewizę zaczerpniętą z Psalmu XCI (XCII), 13:Justus ut palma florebit. O powstaniu dzieła na przełomie wieków może świadczyć również nowożytny krój liter na banderolach oraz użycie charakterystycznego motywu roślinnego wychodzącego z użycia ok. 1500 roku. Ten sam okres powstania dzieła proponował ks. prof. Władysław Smoleń, historyk sztuki z KUL oraz Edward Gerisch, kustosz Akademii w Wiedniu. Ten ostatni wykonanie dzieła przypisuje jednak nieznanemu niemieckiemu malarzowi, a widoczne herby ponad postaciami wiąże z francuską szlachtą.

## Opis obrazu

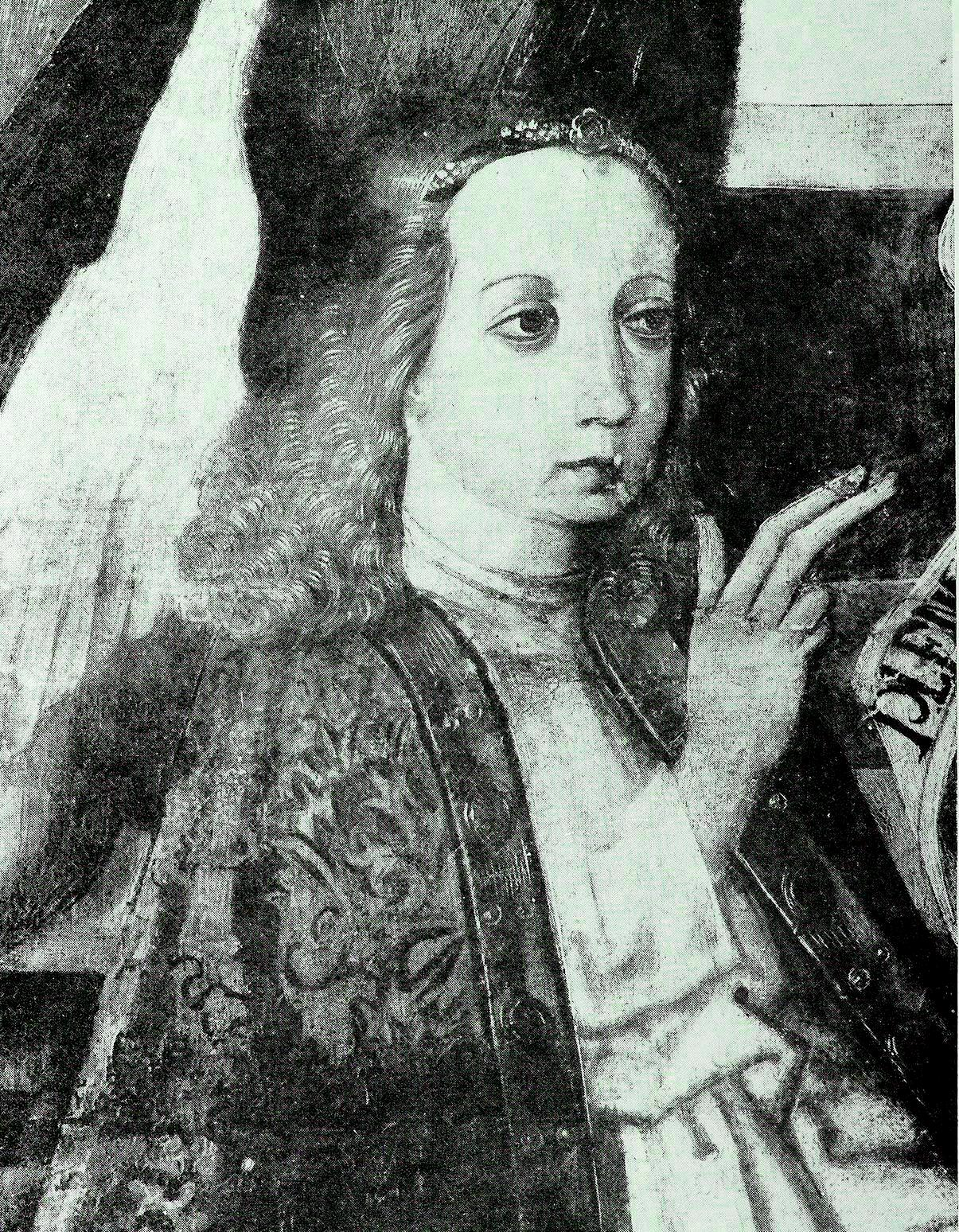
Postać Gabriela (fragment)

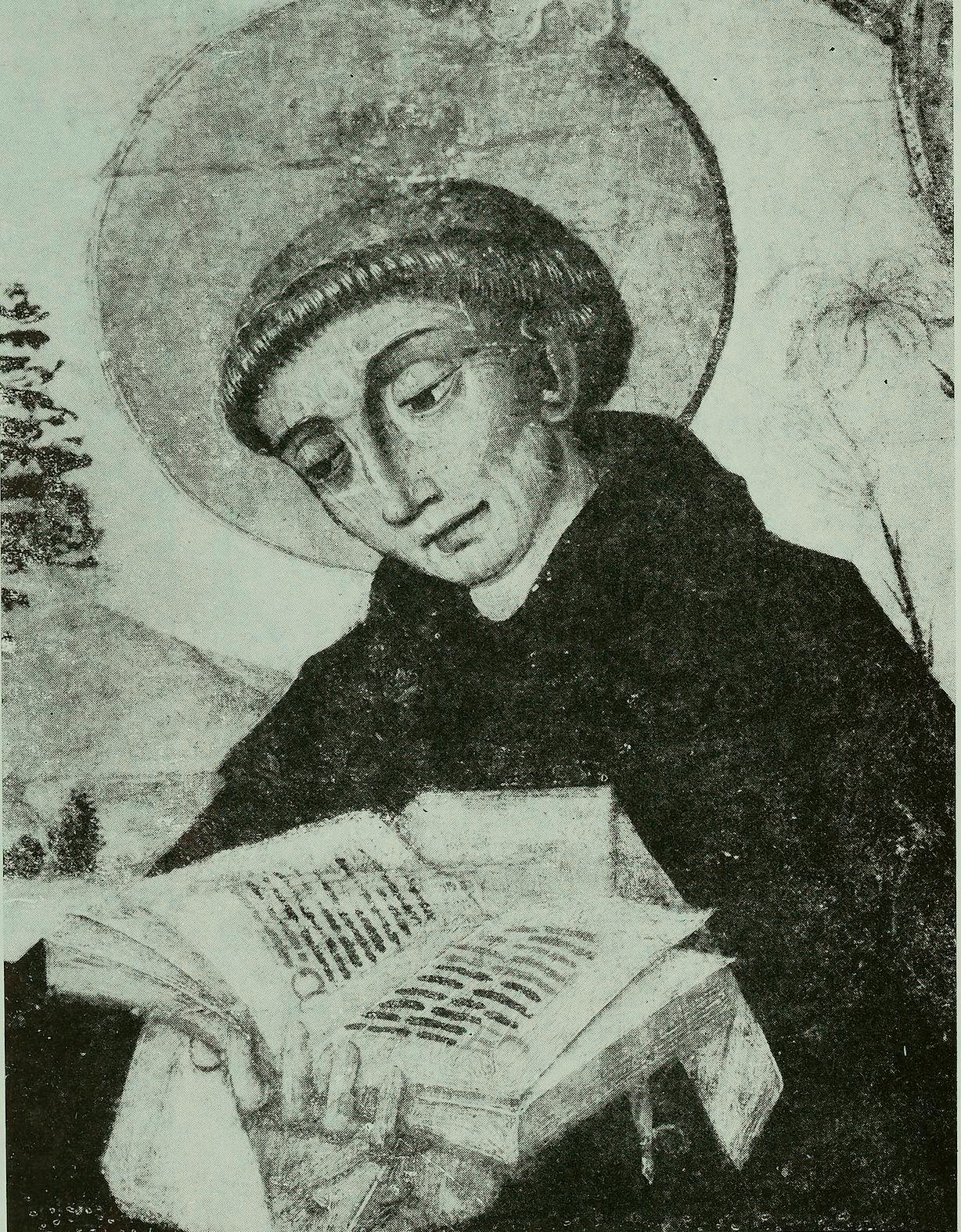
Postać św. Dominika (fragment)

Na podstawie kompozycji złotego ornamentu, jak i kilku szczegółów występujących na krawędziach obrazu, przyjmuje się, że dzieło zostało przycięte kilka centymetrów po bokach i kilkanaście u góry i dołu. W 1910 roku obraz został poddany konserwacji prowadzonej przez Edwarda Gerischa w Wiedniu. Po II wojnie światowej został poddany badaniom w Pracowni Fizycznej Akademii Sztuk Pięknych w Krakowie. Prześwietlenie wiązką promieniowania rentgenowskiego wykazało szereg ubytków wokół krawędzi obrazu, na styku desek i punktowe zniszczenia na całym malowidle. Odkryto przemalunki, głównie napisów, drzewka, prawego skrzydła anioła i szaty. Obraz wyróżnia się charakterystycznymi dla Mistrza Zwiastowania cechami, przede wszystkim zrównoważoną, rytmiczną kompozycją i naturalistycznie przedstawionymi postaciami. Obraz Zwiastowania jest typowym dziełem późnego gotyku malarstwa małopolskiego. Wyróżnia się

spokojną, zrównoważoną kompozycją, powściągliwym rysunkiem postaci czy sprężystości ruchów. Styl „stwoszowski” znajduje pewne odbicie w modelunku dolnych partii szat anioła, natomiast układ draperii pozostałych osób jest stosunkowo spokojny.

### Postacie
Obraz podzielony jest na trzy symetryczne i trójdzielne kompozycje, zwane przez historyków sztuki (Janusz Kozłowski, Kazimierz Kuczman) ankoną, z czym nie zgadza się Gadomski. W środkowej części, oddzielonej od zewnętrznych kolumienkami, w architektonicznym wnętrzu, przedstawione zostały postacie Marii i Gabriela. Nad nimi znajdują się trzy kartusze z herbami (prawdopodobnie Florencji), na których czerwoną farbą namalowano krzyż, lilię i hasło LIBERTAS. Po bokach znajdują się postacie Jana Chrzciciela i św. Dominika.
Centralna scena Zwiastowania przedstawiona została w typowy sposób: Maria klęczy po prawej stronie przy pulpicie i na widok przybysza i jego pierwszych słów przerywa modlitwę i krzyżuje ręce na piersi. Anioł błogosławi Marię prawą ręką, a w lewej trzyma berło z wstęgą, na której widnieją pierwsze słowa pozdrowienia. Głowa Marii otoczona jest złotym nimbem; z lewej strony pada na nią promień światła, rozjaśniając jej owalną twarz z delikatnie zarysowanym łukiem brwi nad ciemnymi oczami o dość ciężkich powiekach . Maria ubrana jest w czerwono-brązową, haftowaną złotą nicią suknię i w kontrastujący z nią, ciemnogranatowy płaszcz. Anioł ma przepasane opaską jasne włosy, na które pada światło. Ma na sobie białą, mocno pofałdowaną szatę, w której załamaniach przebija się kolor liliowy, a na nią ma zarzuconą granatową kapę. Skrzydła Gabriela są w kolorze tęczy. Za obiema postaciami artysta umieścił kilka symbolicznych przedmiotów: na szafie stoi vasculum oraz lichtarz ze świecą, wśród kilku mebli wyróżnia się niska ława, a na niej książka. Przedmioty są namalowane w stonowanych barwach, z wyjątkiem czerwono-czarnych liter książki na ławie i czerwonej okładki księgi leżącej na pulpicie.  
Po obu stronach, na pierwszym planie stoją patroni Tedaldiego: św. Jan Chrzciciel i patron zakonu św. Dominik. Jan ukazany został frontalnie, w prawej ręce trzyma księgę, a w lewej krzyż ze wstęgą z napisem Ecce Agnus Dei. Jego postać ukazana została zgodnie z ikonograficzną tradycją, jako ascety: ma wychudzoną twarz z okalającym zarostem, wydatne kości policzkowe, długi nos, drobne usta. Odziany jest w skórę przepasaną w talii oraz narzucone na nią czerwone palium, spięte pod szyją. Jednoczesne ukazanie dwóch atrybutów Jana – księgi i krzyża z banderolą – wskazuje na świadome połączenie dwóch typów ikonograficznych: północnego i włoskiego.
U dołu, koło lewej nogi Jana leży baranek, przez obcięcie brzegów obrazu widoczny jedynie w połowie. U stóp natomiast klęczy, w dużo mniejszej skali, fundator – Ainolf Tedaldi. Obok niego znajduje się herb: na brunatnym polu, przeciętym trzema poziomymi pasami, umieszczony jest lew zwrócony w lewo, z którego otwartej paszczy wysuwa się długi czerwony język. Nad herbem znajduje się hełm z opuszczoną zasłoną, zwieńczony klejnotem w kształcie dłoni trzymającym koniec wstęgi, na której można odczytać napis: Justus ut palma florebit..
Z prawej strony znajduje się postać św. Dominika, pochylonego nad trzymaną w prawej ręce księgą. W lewej dłoni trzyma lilię. Jego głowa otoczona jest złotym nimbem. Przyodziany jest w biały habit ze szkaplerzem ułożonym u dołu w równe fałdy i w ciemny płaszcz z kapturem. Wizerunek św. Dominika na obrazie z Jodłownika jest najstarszym znanym jego wizerunkiem w malarstwie polskim i nawiązuje do włoskiego schematu ikonograficznego.

### Krajobraz
Za plecami świętych rozciąga się lekko przymglony krajobraz. Za Janem – krajobraz z oddalonymi budynkami: widać wzgórze z zamkiem i gotycki kościół, a za Dominikiem – na roztaczającym się pejzażu z wysoko umieszczoną linią horyzontu – sylwetka drzewa. Jak pisze Jerzy Gadomski: Tu właśnie „na poboczu” wątków przewodnich, pod "baldachimem” złoconej wici roślinnej wieńczącej kompozycję, po raz pierwszy w malarstwie krakowskim ujawniło się nowożytne poczucie otwartej przestrzeni. Karola Gutmanówna uważa ukazany pejzaż i drzewka za przejaw wpływów włoskich, podobnie jak i napisowi Ecce Agnus Dei przypisuje włoską genezę.

## Geneza obrazu i symbolika
Scena Zwiastowania została zaczerpnięta z relacji Pseudo-Mateusza: anioł zstępuje na ziemię i zastaje Marię pogrążoną w modlitwie nad proroctwem Izajasza o Emanuelu, Ecce Virgo concipt. Motyw po raz pierwszy pojawił się w sztuce włoskiej. Po raz pierwszy Marię w pozycji klęczącej ukazał Giotto w kaplicy dell'Arena w Padwie. Również z włoskiej sztuki pochodzą motywy banderoli w ręku anioła. Sceneria, w jakiej rozgrywa się scena, ma swój pierwowzór w sztuce niderlandzkiej; zapoczątkowany był w 1425 roku przez Roberta Campina w scenie środkowej Tryptyku de Mérode. Kompozycja była znana również w Niemczech i we wschodnio-środkowej Europie. W sztuce polskiej po raz pierwszy została zastosowana w obrazie z kaplicy Kuśnierzy kościoła Mariackiego w Krakowie. Przedstawione sprzęty codziennego użytku na obrazie mają swój symboliczny wydźwięk: ława pod oknem symbolizuje Poczęcie Chrystusa, vasculum – Eucharystię, świeca na lichtarzu – Chrystusa, a lichtarz – podtrzymującą go Matkę Bożą.